# Schronisko pod Bogatinem
Schronisko pod Bogatinem (słoweń. Koča pod Bogatinom) – schronisko turystyczne, które leży na hali Na Kraju, w miejscu dawnego austriackiego szpitala wojskowego. Schronisko otwarto w 1932 i było w późniejszych latach wielokrotnie remontowane i unowocześniane. Zarządza nim PD (Towarzystwo Górskie) Bohinj - Srednja vas i jest otwarte od nowego roku do końca weekendu majowego oraz od początku czerwca do połowy października. Schronisko ma przestrzeń dla gości z 45 miejscami i barem. Noclegi oferuje w 11 pokojach z 42 łóżkami i w noclegowni zbiorczej z 14 miejscami.

## Dostęp
- z Domu na Komnie (15min)
- ze schroniska przy Savicy (2,45h)
- ze schroniska przy Savicy przez Komarčę (3,45h)
- z Lepeny przez Vratca (4-5h)

## Szlaki
- na Bogatin (1977m) 1.45h
- na Mahavšček (2008m) 2.15h
- na Krn (2245m) 5-7h